# Nauen

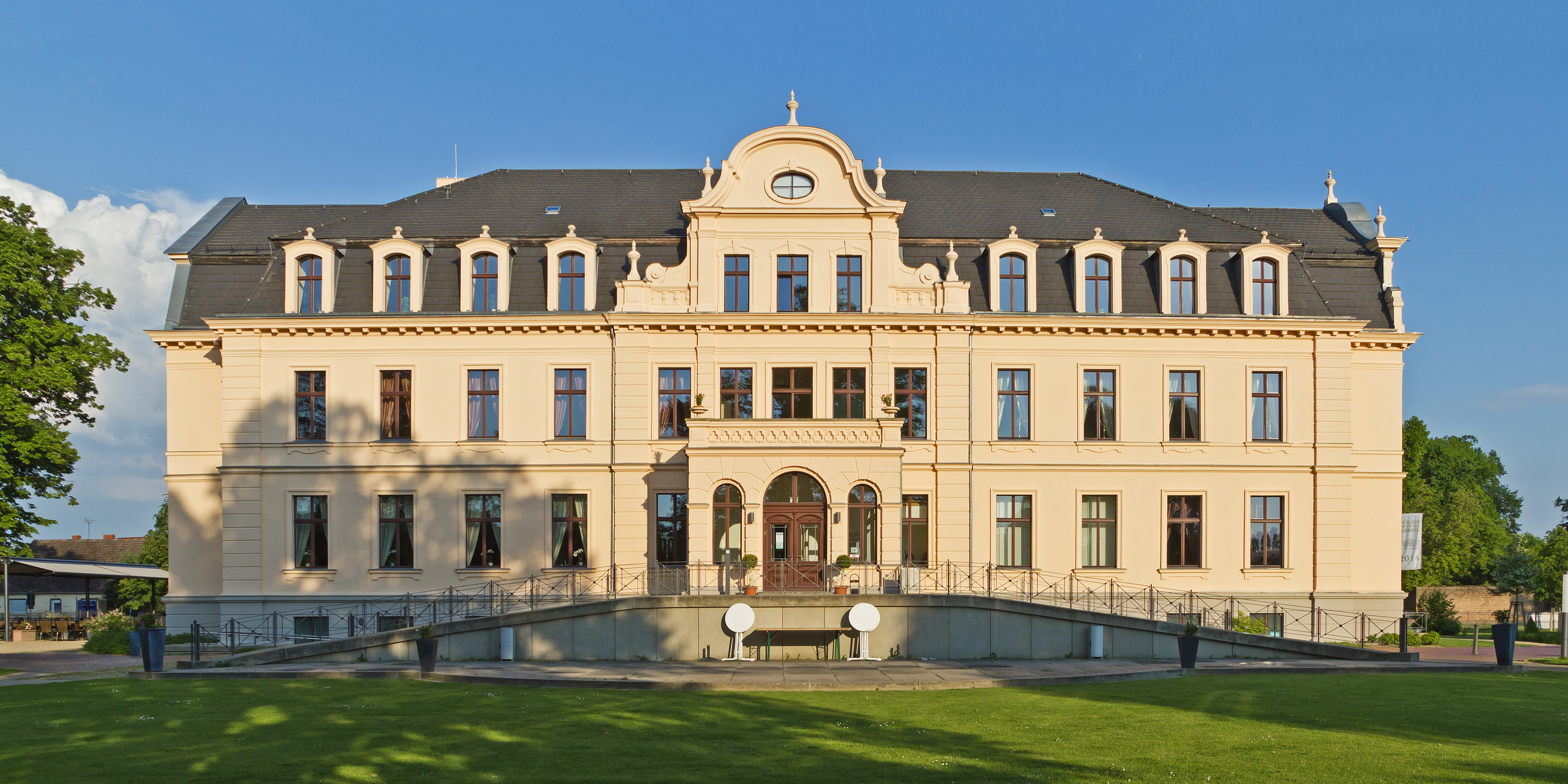
Paleis in Ribbeck

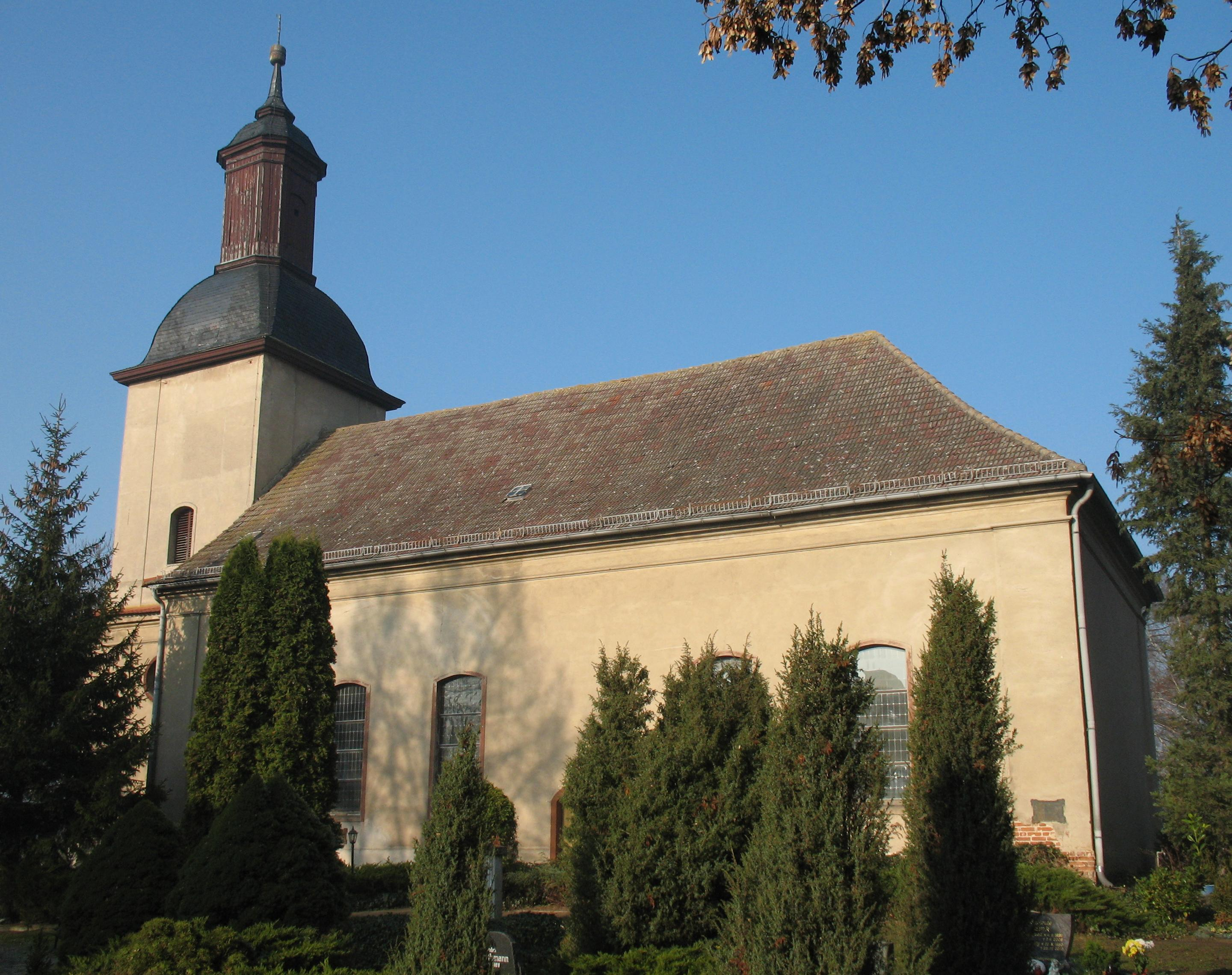
Kerk in Berge

Nauen is een gemeente in de Duitse deelstaat Brandenburg, gelegen in het Landkreis Havelland. De stad telt 18.540 inwoners.

## Geografie
Nauen heeft een oppervlakte van 60,54 km² en ligt in het oosten van Duitsland.

## Geschiedenis
In Nauen staat de oudste nog werkende radiozender van de wereld, deze werd bedacht door Telefunken-ingenieur Richard Hirsch in 1903. Het hoofdgebouw uit 1920, ontworpen in art-deco-stijl door architect Hermann Muthesius, vormde de inspiratie voor gebouw A van Radio Kootwijk.
Tot 2011 werden hier de kortegolfuitzendingen van de Deutsche Welle uitgezonden.

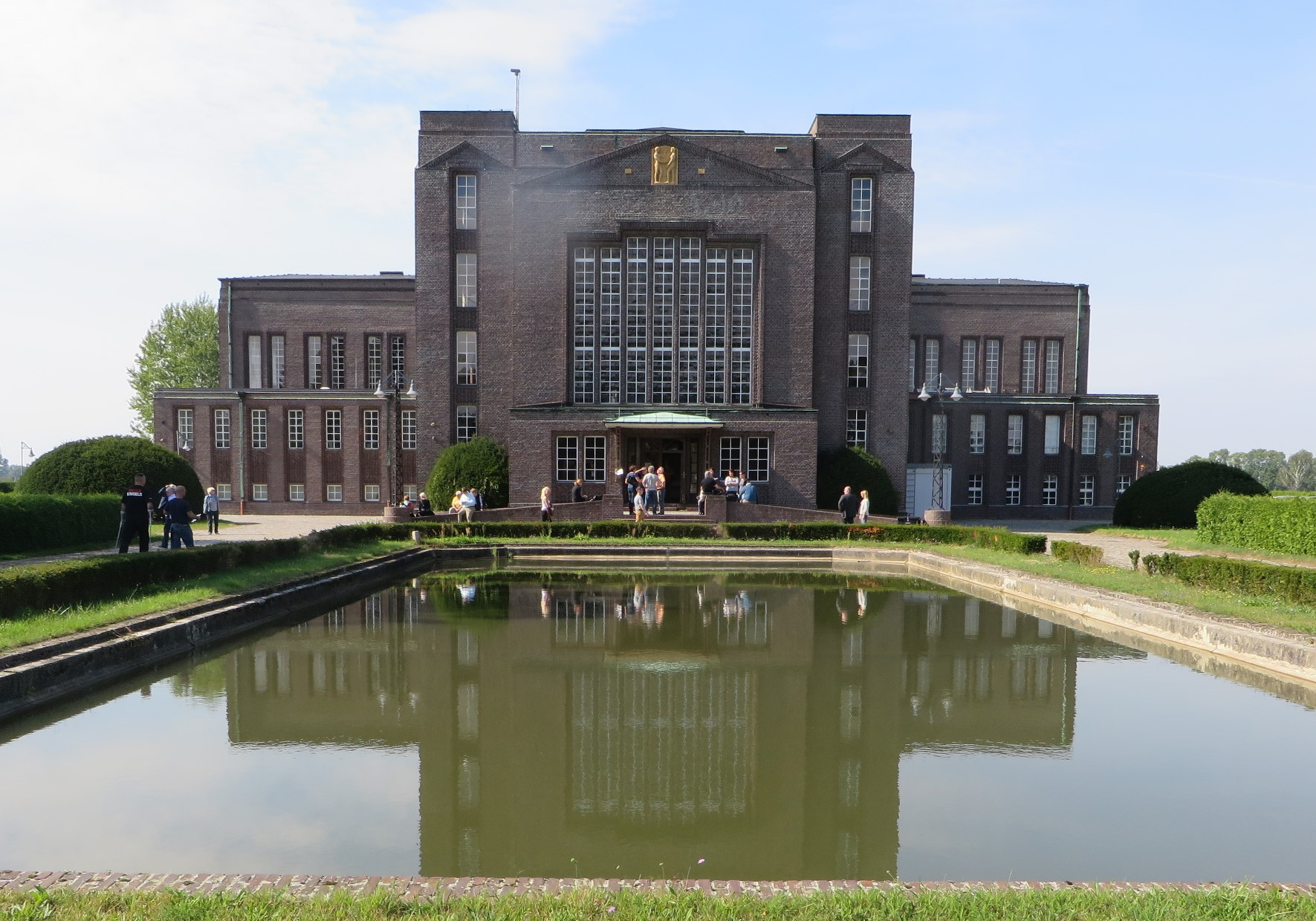
Hoofdgebouw Großfunkstelle Nauen

Brieselang ·
Dallgow-Döberitz ·
Falkensee ·
Friesack ·
Gollenberg ·
Großderschau ·
Havelaue ·
Ketzin ·
Kleßen-Görne ·
Kotzen ·
Märkisch Luch ·
Milower Land ·
Mühlenberge ·
Nauen ·
Nennhausen ·
Paulinenaue ·
Pessin ·
Premnitz ·
Rathenow ·
Retzow ·
Rhinow ·
Schönwalde-Glien ·
Seeblick ·
Stechow-Ferchesar ·
Wiesenaue ·
Wustermark